# Central Mineira
Central Mineira è una mesoregione del Minas Gerais in Brasile.

## Microregioni
È suddivisa in 3 microregioni:
- Bom Despacho
- Curvelo
- Três Marias